# Calum Menzies
Calum Menzies (* 9. Juni 1986) ist ein schottischer Badmintonspieler. 

## Karriere
Calum Menzies wurde 2010 erstmals nationaler Meister in Schottland. Ein weiterer Titelgewinn folgte 2013. 2014 nahm er an den Badminton-Mannschaftseuropameisterschaften teil.

## Sportliche Erfolge
| Saison | Veranstaltung                       | Disziplin    | Platz | Name          |
| ------ | ----------------------------------- | ------------ | ----- | ------------- |
| 2004   | Schottland: Juniorenmeisterschaften | Herreneinzel | 1     | Calum Menzies |
| 2005   | Schottland: Juniorenmeisterschaften | Herreneinzel | 1     | Calum Menzies |
| 2005   | Junioren-Europameisterschaft        | Herreneinzel | 3     | Calum Menzies |
| 2010   | Schottland: Meisterschaften         | Herreneinzel | 1     | Calum Menzies |
| 2013   | Schottland: Meisterschaften         | Herreneinzel | 1     | Calum Menzies |